# صاصل برانسي
صاصل برانسي (الاسم العلمي: Ornithogalum pyrenaicum) هو نوع نباتي يتبع جنس الصاصل من فصيلة الهليونية.